# Châteaudouble (Drôme)
 Châteaudouble  es una población y comuna francesa, en la región de Ródano-Alpes, departamento de Drôme, en el distrito de Valence y cantón de Chabeuil.

## Demografía
| 323 | 281 | 304 | 323 | 414 | 476 |
| Para los censos de 1962 a 1999 la población legal corresponde a la población sin duplicidades (Fuente: INSEE [Consultar]) |     |     |     |     |     |